# Jan Ingenhoven

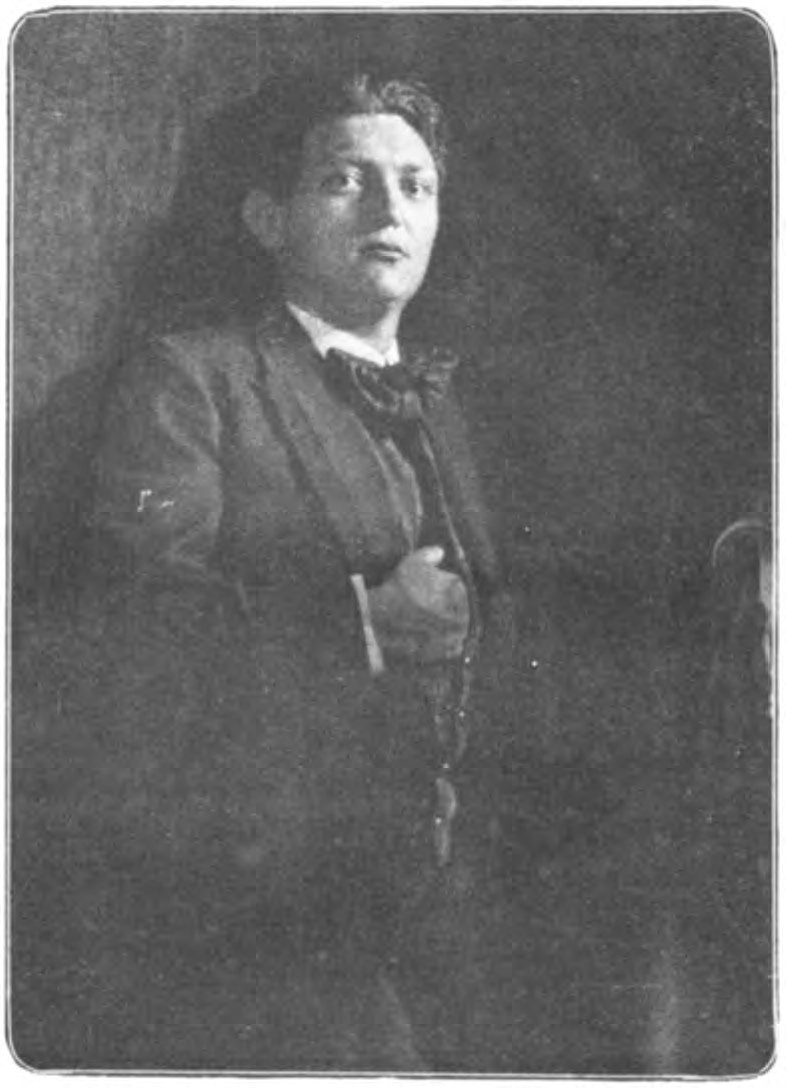
Jan Ingenhoven ca. 1911

Johannes Theodorus (Jan) Ingenhoven (Breda, 19 mei 1876 – Hoenderloo, 20 mei 1951), was een Nederlands componist en dirigent.

## Leven en werk
Hij was zoon van broodbakker Cornelis Johannes Ingenhoven en Mechelina Paulus. Hij werd geboren in een familie van begaafde amateurmusici. Zijn vader speelde hobo en viool en een oom speelde verdienstelijk saxofoon. Jan speelde al vroeg klarinet en zong in een koor. Al op vroege leeftijd was hij koordirigent in Breda en Dordrecht. In 1902-1903 studeerde hij harmonieleer en compositieleer bij Ludwig Felix Brandts Buys. Na zijn huwelijk in 1905 met Johanna Hermine Frantzmann vestigde hij zich op advies van Bernard Zweers in München. Hij studeerde daar verder bij Felix Mottl, die hem inwijdde in de muziek van Wagner.
Ingenhoven was een propagandist van Nederlandse muziek. In München organiseerde hij in 1906 een 'Hollands muziekfeest' met werk van Alphons Diepenbrock, Johan Wagenaar, Carl Smulders en zichzelf. In 1907 deed hij in Berlijn hetzelfde, met werk van Anna Cramer, Kor Kuiler, Cornélie van Oosterzee en opnieuw Wagenaar en zichzelf.
In de jaren 1906-1909 dirigeerde hij de Münchner Orchester Verein en het Philharmonisch Orchester. In 1909-1912 leidde hij de Münchner Madrigal Vereinigung, waarmee hij succesvolle tournees door Europa maakte. Ook werd hij in heel Europa regelmatig uitgenodigd voor gastdirecties, onder meer door het Residentie Orkest. Hij specialiseerde zich in de muziek van Mozart, maar introduceerde ook een baanbrekend werk als Debussy's Prélude à l'après-midi d'un faune in Nederland en werken van Diepenbrock in het buitenland.
In zijn vroege jaren schreef Ingenhoven orkestwerken en kamermuziek in een laatromantische stijl die verwantschap vertoont met die van Franz Schmidt, Richard Strauss en Alexander Zemlinsky. Zijn koormuziek uit diezelfde periode is origineler. Uit zijn voorkeur voor ingewikkelde polyfonie blijkt invloed van zowel de renaissancemuziek als zijn tijdgenoot Max Reger.
De jaren na 1915 bracht hij door in Zwitserland aan de Thunersee en in Parijs. De Franse muziek, vooral die van Debussy, had enige invloed op zijn stijl, vooral waar het de klankkleur betreft, maar toch toonde hij een sterk eigen karakter dat onder meer tot uiting komt in de vaak toegepaste polymetriek. Zijn werk keerde zich in toenemende mate af van de romantiek en vertoont een moderne 'objectieve' stijl met een doorzichtig klankbeeld.
Na de dood van zijn echtgenote in 1929 heeft Ingenhoven nauwelijks meer gecomponeerd, al zijn enkele onvoltooide fragmenten uit de jaren veertig bewaard gebleven. In 1937 schonk hij zijn Zwitserse huis aan de Nederlandse Vereniging voor Hedendaagse Muziek. Hij woonde korte tijd in Darmstadt, maar vestigde zich eind jaren dertig weer in Nederland. Hij leidde een teruggetrokken bestaan op de Veluwe, waar hij in 1951, een dag na zijn 75e verjaardag, overleed.

## Waardering
Ingenhovens kwaliteiten als dirigent werden zeer gewaardeerd. Vooral zijn optredens met het madrigaalkoor uit München oogstten veel succes. Hij kreeg ook aanbiedingen (die hij afsloeg) om chef-dirigent te worden. Toch ligt zijn betekenis voor de Nederlandse muziek vooral in zijn composities, die een eigen karakter vertonen. Collega-componisten als Matthijs Vermeulen, Willem Landré en Daniël Ruyneman uitten hun bewondering voor de originaliteit van Ingenhovens werk. Vermeulen noemde hem "een geniaal kunstenaar (...) die Schönberg overtreft in vele opzichten". Ruyneman, die een boekje over hem schreef, herkende impressionistische eigenschappen in de "subtiele lichtheid en de etsmatig aandoende lijnkruisingen" van zijn muziek.
Ingenhoven zelf deed weinig aan de promotie van zijn composities. Zij werden tijdens zijn leven weinig uitgevoerd en na zijn dood helemaal niet meer. Ook in de 21e eeuw staat slechts sporadisch iets van hem op de concertprogramma's. Zijn Symfonisch toonstuk nr. 2 haalde in 1915 driemaal een uitvoering van het Concertgebouworkest onder leiding van Evert Cornelis. De première vond plaats tijdens een middagconcert op 12 september 1915 in een overigens Frans programma met werken van Hector Berlioz, Claude Debussy, Camille Saint-Saëns en Emmanuel Chabrier. Opnamen van zijn werk zijn een zeldzaamheid. Toch beschouwen kenners hem als een van de getalenteerdste Nederlandse componisten uit de eerste helft van de twintigste eeuw.

## Werkenlijst
- Quatre Quatuors à voix mixtes sans accompagnement: O bone Jesu - Ave verum - Nous n'irons plus au bois - Rondel (1903-09), voor koor a capella
- Symphonisches Tonstück nr. 1 "Lyrisch" voor klein orkest (1905)
- Symphonische Fantasie über "Zarathustra's Nachtlied" (1906)
- Symphonisches Tonstück nr. 2 "Dramatisch" voor orkest (1907)
- Drei Sätze für Streichquartett (1907-08)
- Zwei Lieder mit Klavierbegleitung: Abendständchen - Der träumende See (1908)
- Symphonisches Tonstück nr. 3 "Romantisch" voor klein orkest (1908)
- Sint Jans vier (Guido Gezelle), voor koor a capella (1909)
- Klaus Tink, ballade voor bariton en klein orkest (1909)
- Avondzang voor sopraan en piano (1909), bijvoegsel bij De Groene Amsterdammer van 1 mei 1915
- Nordische Landschaft (3 delen), voor mannenstemmen, soli en orkest (1910)
- Brabant en Holland, symfonische fantasie voor orkest (1910-11)
- Amor, voor 4-stemmig vrouwenkoor (1911)
- Streichquartett in einem Satz (1911)
- Kwintet voor fluit, hobo, klarinet, hoorn en fagot (1911)
- An die Nacht (Clemens Brentano), voor gemengd koor of vrouwenkoor a capella (1911)
- Drittes Streichquartett (1912)
- Symphonisch concert voor viool, cello, piano en kamerorkest (1912-13)
- Mietje (Guido Gezelle), voor 4-stemmig koor a capella (1913)
- Sonate voor A-klarinet en piano (1916-17)
- Sonate nr. 1 voor cello en piano (1919)
- Sonate nr. 1 voor viool en piano (1919-20)
- Sonate nr. 2 voor viool en piano (1921)
- Sonate nr. 2 "Quasi una fantasia" voor cello en piano (1922)
- Vier stukken voor fluit, hobo, klarinet, fagot, 2 hoorns, pauken en strijkinstrumenten (1924)
- Drei Sätze voor 3 klarinetten, 3 hobo's en piano (1924-25); ook versies met alternatieve bezettingen
- Kamermuziek voor klarinet en strijktrio of strijkorkest (1926)
- De wilde wind (Guido Gezelle), voor mannenkoor a capella (1926)
- Welch ein Schweigen, voor mannenkoor a capella (1927)

Uit de jaren 1942-44 dateren onvoltooide fragmenten van o.a. drie stukken voor klarinet en piano, een Concertstuk voor vioolsolo, klarinet, slagwerk en blazers en een Prelude, Intermezzo en Finale voor blazers en harp waaraan hij nog tot 1949 gewerkt heeft.
- Gemeinsame Normdatei: 12192811X
- International Standard Name Identifier: 0000 0001 1626 2759
- Library of Congress Control Number: no88001814
- Nationale Bibliotheek van Tsjechië: mzk2011631139
- Nationale Bibliotheek van Israël: 987007399324505171
- Nederlandse Thesaurus van Auteursnamen: 104773022
- Virtual International Authority File: 40247659
- WorldCat: E39PBJhxtKRrj98wYkkRjyfyVC